# Sanctuary (sèrie de televisió)
Sanctuary és una sèrie de televisió de ciència-ficció-fantasia canadenca, creada per Damian Kindler i finançada per Beedie Development Group. La sèrie és una ampliació d'una altra sèrie de vuit webisodis que van ser llançats a través d'Internet a principis de 2007. A causa de l'èxit de la sèrie web, Syfy va decidir comprar els drets d'emissió i pagar per tornar a muntar la sèrie en una temporada de tretze episodis.
El programa se centra en la Dra. Helen Magnus, una teratologista de 157 anys (nascuda el 27 d'agost de 1850), i el seu equip d'experts que porten el Sanctuary, una organització que busca a éssers i persones extraordinàriament poderoses, coneguts com els Anormals, i tracta d'ajudar i aprendre d'ells i al mateix temps haver de contenir els més perillosos.
La sèrie es va estrenar el 3 d'octubre de 2008, tant al Canadà com als Estats Units, i el 6 d'octubre al Regne Unit. L'estrena va atraure més de 3 milions d'espectadors, el més alt ràting de sèrie original d'estrena de la Syfy des que Eureka va debutar al juliol de 2006. L'estrena de dues parts, «Sanctuary for All», va ser una combinació i reescriptura dels primers quatre episodis i va ser seguida per «Fata Morgana», basat en els Webisodis 5-8. Amanda Tapping, amb tot el repartiment original de la sèrie web, va fer la transició a la sèrie de televisió. Una segona temporada de 13 episodis es va emetre en 2009–10, i Sanctuary va ser renovada per a una tercera temporada de 20 episodis el 12 de desembre de 2009.
La segona temporada es va estrenar el divendres 9 d'octubre de 2009, a les deu de la nit. A Austràlia, el programa va debutar al Sci Fi de Pay Television i al canal free-to-air ABC2, on la primera temporada es va iniciar l'1 de març de 2010, cada dilluns a les 9:30 del matí. La segona temporada va començar el 12 de juliol de 2010, amb el mateix horari. La tercera temporada es va estrenar el divendres 15 d'octubre de 2010, en Syfy en l'horari original de les deu. El gener de 2011, Sanctuary va ser renovada per a una quarta temporada, que va acabar transmetent el 30 de desembre de 2011. El 21 de maig de 2012, Syfy va anunciar que Sanctuary no tornaria per a una cinquena temporada i que la sèrie havia estat cancel·lada. El 8 d'octubre de 2012, PPI Releasing va anunciar que distribuiria la sèrie en la sindicació dels EUA, començant en la tardor (setembre/octubre) de 2013.